# 水木茂
水木 茂（日语：水木しげる，1922年3月8日—2015年11月30日），本名為武良茂（日语：武良 茂），日本漫畫家。曾居住在東京都調布市。擔任世界妖怪協會會長、日本民俗學會會員、民族藝術學會評議委員。知名漫畫作品《鬼太郎》之作者，綽號「妖怪博士」。
因參加二次大戰時負傷而失去左手，除拿手的妖怪外，还有以战争、科幻、幽默等为题材的作品。習慣自稱為。

## 經歷

### 孩童期
水木茂誕生於日本大阪府大阪市住吉區，於鳥取縣境港市入船町長大，當時在4歲前都是一直不會說話的沉默嬰兒，而他第一句開口說的話為「貓咪大便」（ネコババ（猫糞））。
小時的水木茂就是一個胃口很好的人，因此幼兒時有被稱呼為（為境港地方方言，意指什麼都可以吃得下的傢伙）。而他常被附近的玩伴稱呼為。
水木茂對於妖怪的興趣來自於他幼兒時附近一名被稱呼為「鬼婆婆」（のんのんばあ），而本名叫「景山房」的老奶奶所影響。鬼婆婆年輕時曾是水木茂家中的女傭，丈夫在鳥取的神社工作且被稱為「鬼公公」（のんのんさん），而她老時因丈夫及養子去世而常來看護水木茂。鬼婆婆常對水木茂講述有關鄉野間的妖怪傳說、以及人死後的地獄世界，使得水木茂對於「死」這件事有著特別嚮往的好奇心，因此曾做出將親弟弟壓進水中看他死後會出現什麼反應的荒唐事（最後有被經過的大人阻止），鬼婆婆在水木茂小學五年級時因肺結核過世。
小學時期水木茂常花時間在各種玩樂以及與同儕孩童爭搶當孩子王，因此學業不算理想。當時私下曾以「茂鐵」為筆名，自行創作「天昆童畫集」、「茂鐵似顏繪集」等。在升上高等小學校時在學校導師由木末雄的建議下，將個人的油畫作品拿到米子市上的市民館內舉辦個人畫展，事後當地的報社也特地為水木茂刊登一份稱讚他繪畫天份新聞。

### 青年期
小學畢業的水木茂因成績不好無法順利升學，而改唸兩年期的高等科小學。高等科畢業後曾前往大阪的印刷廠和版畫社工作，但都待不久。之後曾在大阪就讀一間只有一名導師（同時兼任校長與教授）的「精華美術學院」，後來曾打算報考「大阪府立園藝學校」也失敗（當時園藝學校的50位名額中有51人前來考取，水木茂是唯一落榜者）。
因考取學校不順利，水木茂做過松下電器與報社的打工員。在18歲時靠著在報社打工期間半工半讀考上了日本礦業學校的採礦科，但因志趣不合念了半年後就退學。當時正逢二次大戰時期，因對於被徵召上戰場後即會戰死的結果感到害怕；因而開始翻閱一些探討人生生命意義、哲理的書籍，其中水木茂特別偏愛的是愛克曼（Johann Peter Eckermann）撰寫的《歌德對話錄》（Gespräche mit Goethe）。

### 太平洋戰爭
1942年，水木茂接受兵役體檢，判定是體格正常但有近視，為乙種合格體位。1943年，21歲就讀夜校三年級的水木茂收到召集令入伍，編入籍貫所在地鳥取縣的步兵第40聯隊的留守部隊。在此期間曾擔任軍號兵，但吹奏水準不好而向上級申請調換單位。由於他本人沒概念，部隊的上士最後問他「要去北邊還是南邊」，樂天派的水木茂並不知道南方的戰事正慘烈，且因為討厭寒冷的天氣而選擇了南方。水木原本以為所謂的南邊指的是九州，但後來才知道他會被派到新不列顛島的拉包爾港。這次調動水木茂被編入38師團下屬之步兵第229聯隊。
在新不列顛島上的戰爭，影響水木茂後續的人生甚鉅。在美軍壓倒性的戰力前，水木所屬支隊的主官成瀬懿民少佐決定玉碎突擊，但水木所屬中隊的直屬上級兒玉清三中尉卻認為應使用游擊戰堅持作戰，最後成瀬少佐向上級提交玉碎電報後發動突擊，但允許兒玉中尉的部隊自行撤入山內。但是支隊本部在知道全部隊玉碎電報後還有人倖存對這些活著的士兵極不諒解。在與搜索隊會合時，上級軍官斥責水木「為什麼沒去死還逃出來！」。在無法回歸大部隊又續行軍的情況下，水木茂染上瘧疾而躺在病床上。在染上瘧疾後幾天，水木茂在床上遭受敵機空襲炸傷左臂，當時軍醫在搶救中原本要對他輸血，但水木茂卻在此時忘了自己的血型而導致只能用止血的方式控制傷勢，之後他的左臂傷勢持續惡化，嚴重到不得不切除，水木茂因此失去了他的左臂。
在失去左臂療養的這段期間，水木茂和當地的住民托賴人（Tolai）開始來往。二次大戰結束後，水木茂在拉包爾港登上雪風號驅逐艦，在1946年3月歸國。

### 戰後歸國
歸國後，水木茂做過魚市場人員、三輪車夫的工作。之後，有次從東京回家鄉，在路途中暫居在神戶一間房宿，被該房宿主人勸說以二十萬日圓頭期款買下這間屋子，水木茂便以該區的地名「水木通」將此房屋命名為「水木莊」開始經營出租公寓。

### 連環畫劇作家時期
當時在水木莊公寓中，有一位房客，名叫久保田，他是連環畫劇（紙芝居）的作家，他向水木茂解說製作連環畫劇的方法，並將水木茂介紹給自己所屬的連環畫劇公司社長「鈴木勝雄」認識。鈴木勝雄與水木茂見面時，始終不習慣水木茂的本名「武良茂」，反倒連連稱呼水木茂為「水木先生」，使得日後水木茂在畫連環畫劇和漫畫時不再使用原名武良茂，而改用「水木茂」做為自己的筆名。
1951年，水木茂開始著手繪製連環畫劇。此時期，水木茂創作了、等連環畫，也是日後水木茂的代表作《鬼太郎》、《河童三平》的前身。
這個時期，水木茂的經濟狀況依然不見好轉，甚至發生過連登門查稅的稅務員都唐突地直稱其生活「貧窮」的事情發生（對此水木以「這不是貧窮，是與眾不同」回應）。

### 貸本漫畫家時期
數年後，因電視機慢慢普及，連環畫劇產業開始沒落，水木茂前往東京改行作貸本漫畫家。貸本漫畫家時期，水木茂的作品多為科幻或怪異故事風格，處女作為1958年在兔月書房發表的《火箭人》（ロケットマン），在此期間的怪異故事劇情作品有《怪異貓女》（怪奇猫娘）、《地獄之水》（地獄の水）等等，1959年則有貸本漫畫時期的代表作品《少年戰記》（少年戦記）系列。
1960年《少年戰記》有著不錯的銷售量後，兔月書房讓水木茂創作走向怪異驚聳風格的月刊《妖奇傳》（妖奇伝），並在初刊上登載《墓場鬼太郎》系列的第一個作品《幽靈一家》（幽霊一家）。之後《妖奇傳》在市場反應上不熱絡，就在要被腰斬時，因收到一份讀者來信的鼓舞，才能持續連載《妖奇傳》中的墓場鬼太郎系列。之後，水木茂與兔月書房因有金錢糾紛而轉向三洋社發表鬼太郎，數年後三洋社倒閉，水木茂再與兔月書房和解重回兔月書房創作，並在1961年發表《河童三平》的貸本漫畫系列。
1963年水木茂發表另一份代表作《惡魔君》（悪魔くん），當時原先計畫發行5集但發行到3集就提早結束。

### 婚姻
水木茂39歲擔任貸本漫畫家時仍未婚，在雙親擔心的情況下，水木茂被要求與經營酒屋的飯塚家女兒飯塚布枝相親，而在相親後立即被安排結婚，日後共生下了兩名女兒，分別是生於昭和37年（1962年）12月24日的武良尚子與生於昭和41年（1966年）12月24日的武良悅子。
當時，水木茂對相親的印象為「女方的臉很長，但女方父親的臉更長」。
兩人雖然是相親結婚，但是婚後艱困的生活讓他們凝聚了深厚的感情，在漫畫界傳為一樁美談。兩人的愛情故事被武良布枝寫入自傳中，並改編成同名電影與電視連續劇《鬼太郎之妻》。

### 連載漫畫家時期
1965年創建「水木製作公司」，同年由青林堂發行、長井勝一編輯的漫畫雜誌《GARO》（月刊漫画ガロ）創刊，水木茂首度以漫畫家的身份在該雜誌上出刊，發表作品的酬勞為一頁500日圓，使他有機會收到比貸本漫畫更優渥的稿費。隔年他在《週刊少年雜誌》（別冊・少年マガジン）發表《電視君》（テレビくん），開始從原先的貸本漫畫家逐漸轉變成漫畫週刊連載作家，也因此漸漸的擺脫貧困，並且開始大量創作。而《電視君》也讓水木茂獲得漫畫家生涯第一份榮譽──講談社第六回兒童漫畫賞。
同年8月1日，在《週刊少年Magazine》刊出鬼太郎系列在漫畫週刊上的第一份作品《手》。次年（1966年）相繼將貸本漫畫時期的作品《河童三平》、《惡魔君》重製後發表。10月6日。由真人飾演的《惡魔君》影集開始在電視上放送。
1968年從由《墓場鬼太郎》（墓場の鬼太郎）改名成的《鬼太郎》（ゲゲゲの鬼太郎）動畫影集於電視上撥出，開始引發當時帶動的妖怪熱潮。
之後水木茂最具代表性的漫畫作品《鬼太郎》至今仍多次重新印製發行，至2019年為止《鬼太郎》已六次改編成動畫影集。至於貸本漫畫時期的作品《墓場鬼太郎》也於2008年首度改編成動畫，並也有其他真人電影作品。
往後的創作生涯中，在1989年以《漫畫昭和史》（コミック昭和史）得到講談社第十三回漫畫賞，更在1991年獲取紫綬褒章的榮耀。

### 與新幾內亞托萊族的關係

水木茂送給TOPETORO的汽車車蓋上，畫著鬼太郎的圖像及他們倆人的名字

水木茂在大戰時於新幾內亞失去左臂後；被調任做簡單的農業工作，之後便與在臘包爾港當地叢林中的「托萊族」居民慢慢熟悉起來，其中與一名叫做「TOPETORO」（トペトロ）的TOLAI少年有著特別深厚的交情。而水木茂當時有向他們朗讀著遺留在部落中、用羅馬字母書寫成當地語言的聖經，於是TOBETORO和他的族人都稱呼水木茂為「保羅」（Paul）。水木茂在此期間非常享受著與TOLAI族一同在部落中的生活，並且著迷著圖拉族特有的「杜克杜克」祭典舞蹈打扮。
二戰結束後，水木茂在相隔26年再度前往臘包爾港與TOPETORO和他的族人重逢，當時重聚時特地與TOPETORO和他的族人一同大合唱當時水木茂在26年前教他們的一首日本童謠（這首童謠的中文版本是「我的媽媽拿著雨傘來接我」）。
事後水木茂再前去與TOPETORO見面時，為了感謝TOPETORO在二戰時期對他的照顧，購買了一輛日產Datsun Truck給他。
1992年TOPETORO逝世，兩年後水木茂再前往新幾內亞為摯友TOPETORO舉辦盛大的喪禮。

### 水木茂道路與紀念館

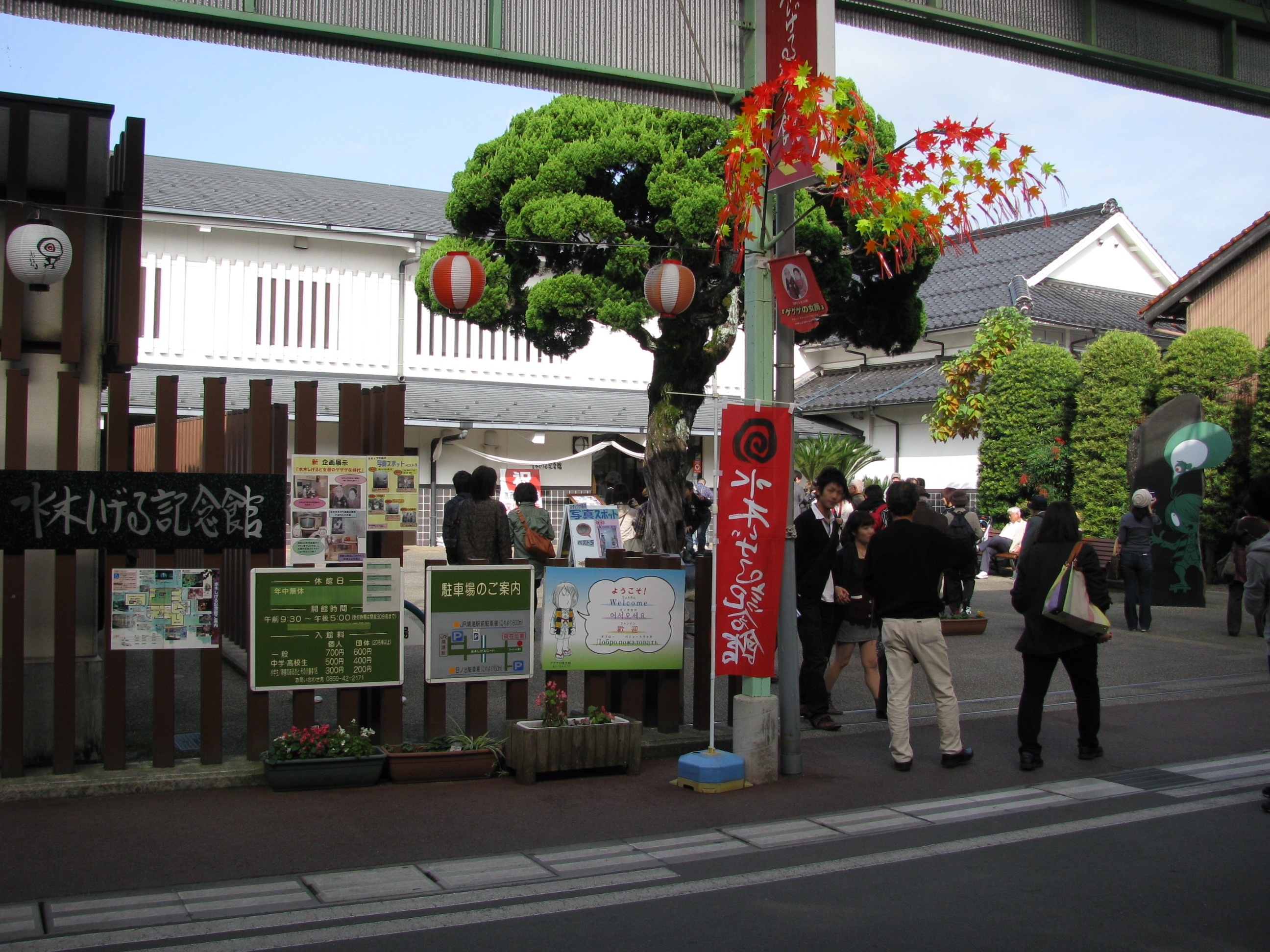
鳥取縣境港市「水木茂記念館」

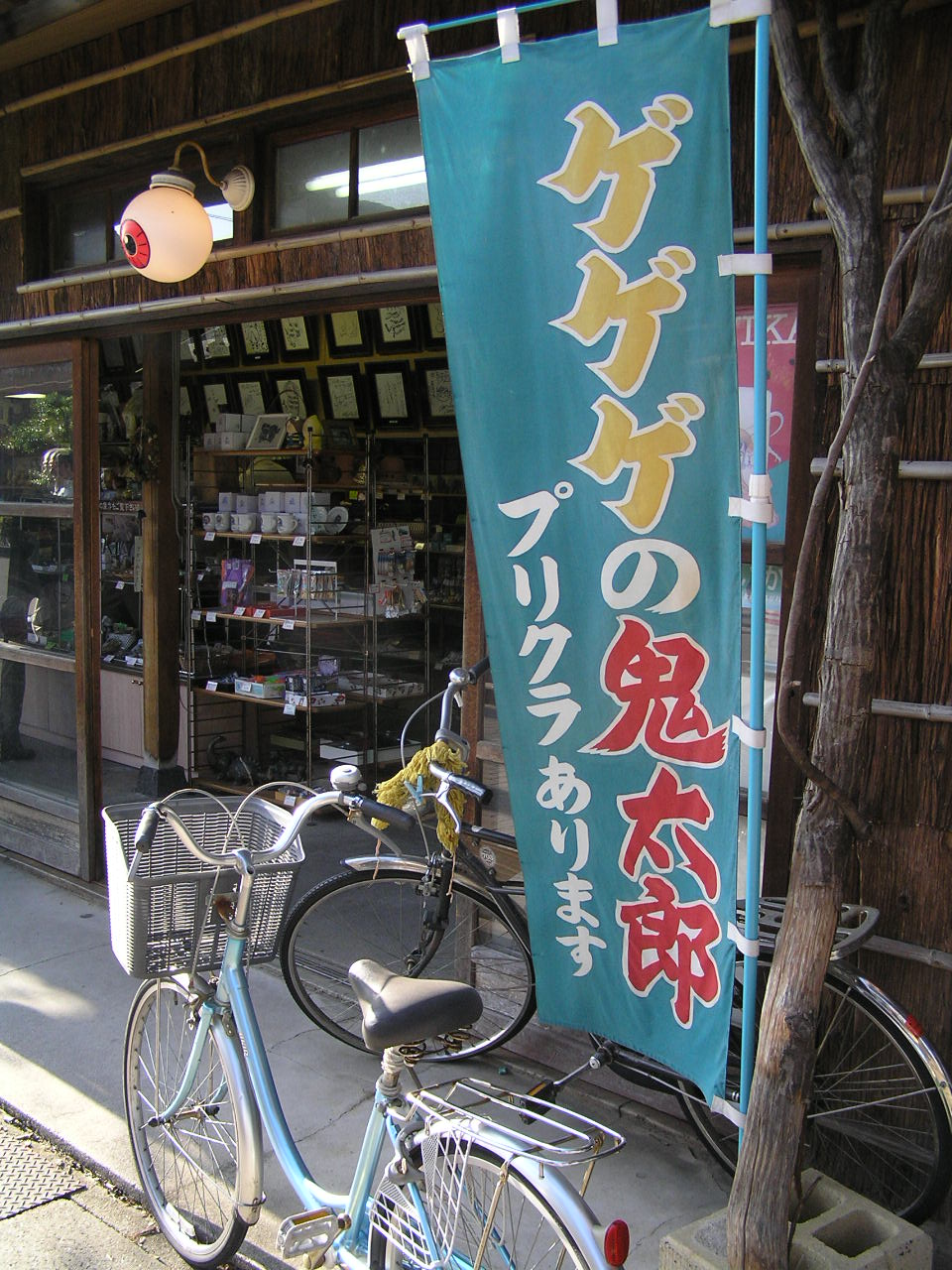
「水木茂道路」上一家商店以「眼珠老爹」為電燈的造型。

水木茂的故鄉境港市，於1989年開始策劃將水木茂筆下的妖怪文化、角色融合於市區上成為觀光文化區。1993年「水木茂道路」（水木しげるロード）正式揭幕，初期在街道上一共擺置了23個妖怪銅像，至今已陸續增加到100多個。另外，往返於境港市至米子市之間的JR境線上也有外觀塗繪著鬼太郎漫畫中角色的「鬼太郎列車」行駛。
2003年同樣在境港市的「水木茂記念館」（水木しげる記念館）開張，裡頭各有、等主題不同的房間。

### 逝世
2015年11月10日，因為在自家摔倒撞到頭部造成硬膜下血腫，送醫進行緊急手術。在入院治療中曾一度狀況好轉，但在同年11月30日上午7時18分，因多重器官衰竭於入院處東京都三鷹市杏林大學醫學系附設醫院去世，享耆壽93歳。隔年1月舉辦追思會。

## 其它

### 探險旅行
水木茂對於目睹、收集各國的奇異文化儀式、器物也有著濃厚的興趣，多次前去世界各地方不同的文化景點取材。
- 墨西哥：參加亡灵节祭典，並大量收藏節慶中使用的面具。
- 中國大陸：到雲南觀看「甲馬紙」。
- 英國：與妖精研究家井村君江一同到康沃爾郡拜訪傳說會出現妖精的巨石群。
- 美國：欣賞美國原住民霍皮族的祭典儀式。
- 台灣：於1991年到台灣做觀落陰的體驗。往後也有到台南觀看西拉雅族的吉貝耍阿立母祭典。
- 澳洲：參閱澳洲原住民的石壁畫。
- 不丹：觀看建築物上用來驅邪的陽具圖示。
- 新幾內亞：與當地住民探索傳說在河流叢林旁會出現怪物。

### 個人奇遇
從幼時到年長期間水木茂曾遇過幾件難以解釋的現象。小時在祖母去世後，就曾有在半夜上廁所時曾看到一個矇矓的白色物體。有次水木茂在家中的天花板睡午覺時，目睹到天空出現一枚飛行的銅幣，之後他得知那是傳說中的「金靈」。
身為水木茂女婿的水木工作室社長原口智裕透露，水木茂一生兩度遇到妖怪。第一次是童年時在故鄉鳥取縣遇到傳說中聽得到腳步聲、卻看不到身影的「黏黏怪（べとべとさん）」，讓他嚇得逃走。據說只要跟對方說請先過，就會聽到腳步聲過去，但由於當時他太害怕了，於是拔腿就跑。
二次大戰期間於南方島嶼服役時，某夜水木茂遭遇敵軍火力攻擊而跳到海上逃生，在遊到另一端岸上叢林的半路中，水木茂感覺到前方一直有個彷彿像是牆壁般的東西在阻擾他前進，之後水木茂認為他當時遇到的是兒時傳聞的妖怪「塗壁」（ぬりかべ）。
第二次是在在二戰期間，水木茂遭徵兵至巴布亞新幾內亞。某場戰役戰到只剩水木茂一人，他穿越叢林時無法前進，隔天起床卻發現眼前是斷崖。水木茂認為是當地的「水泥牆」妖怪救了他。日後水木茂創作「鬼太郎」，「水泥牆」成為主角最忠實的夥伴。

## 使用筆名
- 水木茂
- 東眞一郎※（由水木茂以前看牙醫時的醫生姓氏「東」，及哥哥的兒子「真一郎」合併而成[34]）。
- 關谷
- 米替富夫
- 堀田弘
- 竹取

## 作品
代表漫畫作品
- 鬼太郎（台譯：《少年英雄鬼太郎》全25冊，聯經出版，1993）
- 惡魔君
- 河童三平

貸本漫畫
- （1957）
- （1958）
- （1958）
- （1958）
- （1958）
- （1959~1960）
- （1960~1964）
- （1961）
- （1961）
- （1961）

自傳性質作品
- （1974）
- （1977）*台譯：《鬼婆婆與孩子王》（遠流出版、2009）, ISBN 978-957-32-6473-6
- （1978）
- （1982）
- （1988）*台譯：漫畫昭和史（遠足文化、2017）、愛藏版全4卷
- （2004）
- （2004）
- （2005）
- （2007）
- （2010）
- （2010）NHK 原案:武良布枝

戰爭經歷作品
- 全員玉碎！（1973）
- （2002）

妖怪相關著作
- （1981）
- （1985）*台譯：世界妖怪事典（晨星出版、2004）, ISBN 957-455-742-1
- （1990）*台譯：中國妖怪事典（晨星出版、2004）, ISBN 957-455-744-8
- （1994）*中譯：《图解日本妖怪大全（上、下）》（陕西师范大学出版社、2009年）,ISBN 9787561341230 、ISBN：9787561341230
- 妖怪ビジュアル大図鑑（2018）*中譯：妖怪大圖鑑（奇幻基地、2022）[35]

歷史人物作品
- （1986）
- （1989）
- （台釋：《希特勒：20世紀的狂人》，1990）
- （1996）
- （2000）

## 相關人物
家族

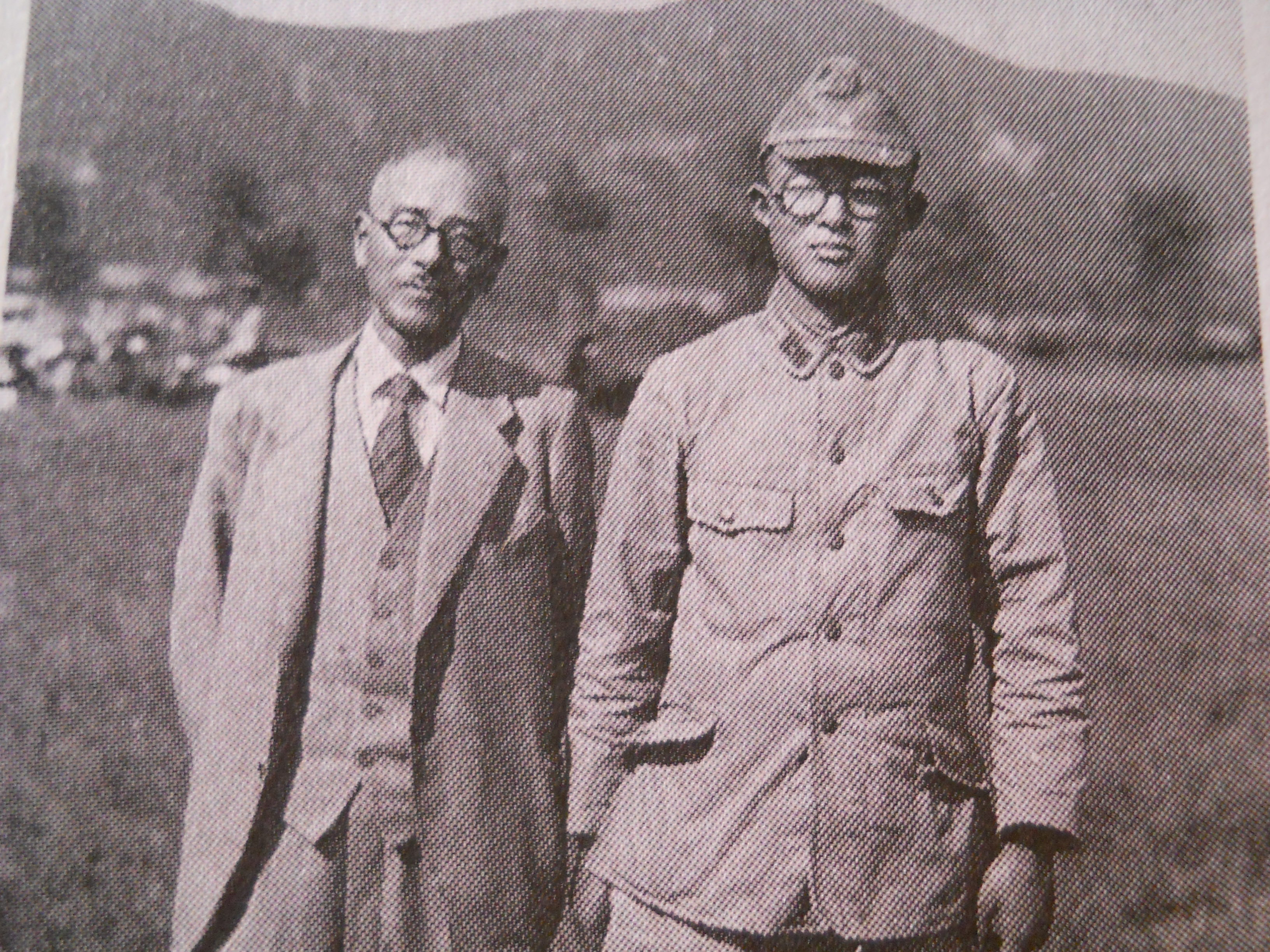
水木茂（右）與父親亮一（左）

- 武良惣平：水木茂的祖爺爺（曾祖父）。曾當過船舶代理商，他在明治25年（1892年）當選境町會議員。
- 武良辰司：水木茂的爺爺。

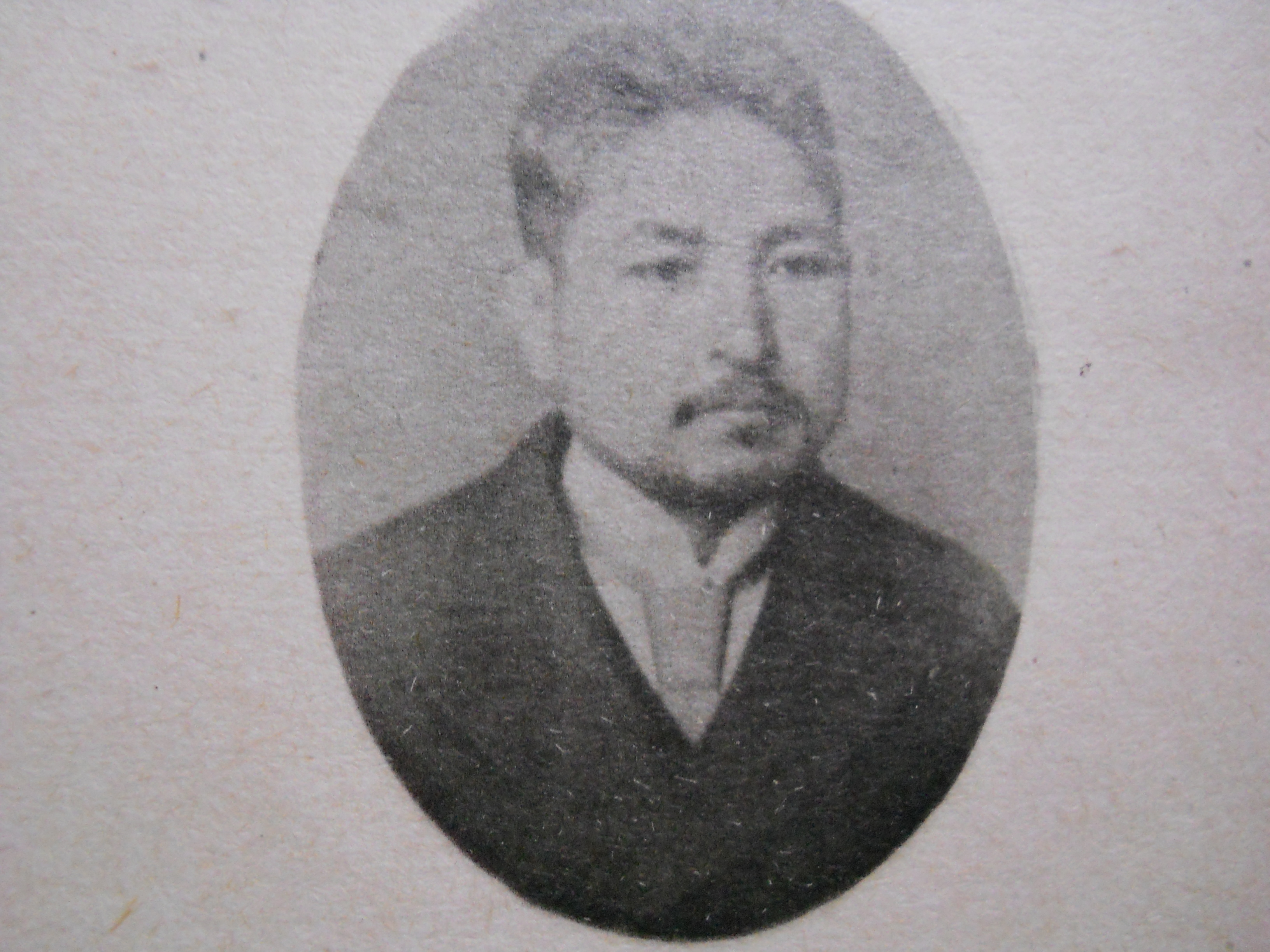
水木茂祖母的父親·米子市第四任町長住田善平

- 武良祖母：水木茂的奶奶，住田善平的長女，家族在江戶時代是相當有名的和服商（舊時稱「吳服商」）。
- 住田延壽：水木茂的舅公，比父親亮一年長2歲。
- 武良亮一：水木茂的父親，早稻田大學畢業，喜愛歌舞伎表演、電影。在水木茂小時擔任銀行職員，有次在晚上值班因害怕從附近一帶逃脫的強盜會前來銀行，而在值班結束前的時間擅自離開崗位回家，之後因此被炒魷魚。[36]離開銀行業後曾在家鄉上經營小型電影院，事後也曾前往爪哇作生意。[37]二戰結束後因擅長英文而擔任與駐守日本的美軍翻譯。因食慾很好，被水木茂私下取著（胃凸）的外號。1984年逝世（享年88歲）。
- 琴江：水木茂的母親，出身於有禁刀令的江戶時代中允許持有刀具的名門世家。在二戰時期曾向著寺廟的神明前立下禁吃自己喜歡的章魚、以換取能夠讓在戰場上的兒子生還回國的願望[38]。之後得知水木茂失去左臂時曾一度刻意只用右手做事情[39]。性格容易激動，而被水木茂私下取著這樣的外號，在丈夫武良亮一去世後情緒更容易不穩定[40]。1994年逝世（享年94歲）。
- 武良宗平：水木茂的大哥。二次大戰期間因曾殺害被高射炮命中戰機、從戰機上跳傘逃生的美軍俘虜，在二戰結束後以「B級戰犯」定罪，而被拘留在巢鴨監獄數年[41]。
- 武良幸夫：水木茂的弟弟，擔任水木茂工作室的總經理。
- 武良布枝：水木茂的妻子，冠夫姓前名為飯塚布枝。出身於島根縣安來市，著有自傳作品「鬼太郎之妻」一書。
- 武良尚子：水木茂的長女。墓場鬼太郎的一篇作品裡登場的小嬰兒角色花子；是以她嬰孩期模樣為範本。
- 武良悅子：水木茂的次女，和姐姐尚子同為12月24日出生。水木茂工作室職員，著有自傳作品一書。

妖怪相關人士
- 京極夏彥：妖怪文化風格推理小說「姑獲鳥之夏」、「魍魎之匣」作者，同為妖怪文化研究者及水木茂迷，在私人居所擁有一間專門收藏水木茂作品的「水木樓」，並有在鬼太郎部份動畫集數及鬼太郎真人版電影中演出。1996年在水木茂家鄉舉辦的第一屆「世界妖怪會議」出席者。
- 多田克已：妖怪研究家，京極夏彥友人，著有、「妖怪最強王圖鑑：NO.1爭奪淘汰賽」......等多本妖怪探討書籍。第一屆「世界妖怪會議」出席者。
- 荒俣宏：博物學學者，同時涉獵妖怪文化及神秘學。多次與水木茂在世界各地旅行找尋妖怪題材，著有「妖怪極樂探險隊」一書。第一屆「世界妖怪會議」出席者。

關東水木會
1993成立;以水木茂迷為號召的俱樂部。
會長
- 山口信二：曾為日職大榮鷹隊的職棒選手。

會員
- 京極夏彥
- 佐野史郎：演員，與京極夏彥相同有在鬼太郎動畫和鬼太郎真人版電影中演出。
- 荒井良：美術家，京極夏彥的推理小說中、京極堂系列的書籍封面出現的妖怪塑像皆出於他的創作。
- 平林重雄：著有一書。
- 荒俣宏
- 鈴木信一

漫畫助手
- 田辺一鶴（日语：田辺一鶴） - 講談師。年輕（講談師）時期與水木是熟識的好友，幫忙水木茂的部分工作。
- 柘植義春 - 曾擔任水木茂的助手一段時間。
- 池上遼一 - 受水木茂的戰爭漫畫影響，確立了池上之後的畫風。
- 古川益三（日语：古川益三） - 後為まんだらけ（日语：まんだらけ）（漫畫專門的古書店（日语：古書店））的社長。揭載在雜誌《まんだらけ》的元助手座談會。
- 鈴木翁二（日语：鈴木翁二）
- 奈知未佐子
- つりたくにこ（日语：つりたくにこ）
- 辰巳嘉裕
- 森野達彌
- 土屋慎吾（日语：土屋慎吾）
- 北川和義
- 佐々岡健次（島根）
- 山口芳則
- 村澤昌夫
- 石黑美影
- 伊東まさき

熟人、粉絲
- 瀧利郎 - 二戰時期戰友。戰後，與水木茂進行交流。著有《ラバウル戦の末路》。
- 梅田榮太郎 - 連載貸本漫畫期間的夥伴。也是水木茂創作鼠男的模特兒，後來成為印刷公司社長。
- 長井勝一（日语：長井勝一） - 漫畫雑誌《月刊漫畫GARO》初代編集長。
- 南伸坊（日语：南伸坊） - 插畫家。曾在青林堂的社員時代，擔任《GARO》「星をつかみそこねる男（日语：星をつかみそこねる男）」等作品主編。
- 矢口高雄 - 漫畫家。早年在銀行員的時代投稿《長持唄考》獲得《GARO》編輯部的介紹下參觀水木茂的工作室。此時從水木茂和池上遼一等人吸收到之後在漫畫界發展非常有幫助的建議[42]。
- 朝松健（日语：朝松健） - 作家。於1997年作品《悪魔くん世紀末大戦》中擔任原案。
- 大泉實成（日语：大泉実成） - 非虛構路線作家。曾邀水木茂數度夥同前往各地去探險旅行取材，著有紀行本系列（與水木茂共著）。
- 足立倫行（日语：足立倫行） - 非虛構路線作家。曾與水木茂聯繫取材，著有《妖怪と歩く》。
- 佐野史郎 - 演員。水木茂的粉絲，常和水木茂在公共和私下場合進行交流。曾在電視動畫《鬼太郎（1996年第四作）》替吸血鬼エリート配音和電影《鬼太郎 千年詛咒之歌》劇中飾演蛇骨婆。
- 中川翔子 - 受父親中川勝彦（已故日本演員、歌手）為水木茂粉絲的影響，自己也成為水木茂的粉絲。
- 清水美智子（日语：清水ミチコ） - 日本藝人、搞笑藝人及女優。水木茂的粉絲。
- 三平×2（日语：三平×2） - 日本搞笑藝人。水木茂的粉絲。
- 水木傳說 - 水木茂公認的粉絲團。並發行會誌《フハッ》。
- EAST - 水木茂公認的粉絲團。2007年11月成立。

## 演出的影視作品
- 妖怪大戰爭 (2005年版)

在故事中扮演「妖怪大翁」。
由京極夏彥的小說「怪」改編的電視劇，在裡頭飾演日本歷史上實有的妖怪繪師「鳥山石燕」。

## 外部連結
- げげげ通信 （页面存档备份，存于） - 水木茂工作室網站（日語）
- 水木しげるロード - 境港市的觀光景點「水木茂道路」網站（日語）
- 水木しげる記念館 （页面存档备份，存于） - 境港市的水木茂記念館（日語）
- 水木しげるの妖怪ワールド - 水木茂的妖怪世界（日語）
- ゲゲゲの妖怪楽園 （页面存档备份，存于） - 境港市的妖怪主題樂園（日語）
- 鬼太郎茶屋・深大寺店 - 位於東京深大寺的鬼太郎茶屋（日語）
- 水木伝説 （页面存档备份，存于） - 水木茂公認的水木茂迷網站（日語）
- TomePage （页面存档备份，存于） - 水木茂作品完全名单（日語）
- 鳥取県郷土人物文献データベース--みずきしげる - 鳥取縣的鄉土人物資料站（日語）
- 『ゲゲゲの鬼太郎のルーツ』境港・正福寺-境港市內設置水木茂記念碑的正福寺（日語）
- 妖怪神社 （页面存档备份，存于） - 鳥取縣成立的妖怪神社（日語）
- 人間と藝術 （页面存档备份，存于） - LinkClub上對水木茂的簡介（日語）
- 大（Oh!）水木しげる展 （页面存档备份，存于） - 京極夏彥與荒俁宏的水木茂展（日語）
- 鬼太郎が見た玉砕〜水木しげるが見た戦争〜 - 改編水木茂二戰經歷作品『総員玉砕せよ!』的NHK電視劇（日語）
- 妖怪動画サイト：妖鬼化（ムジャラ） （页面存档备份，存于） - 水木茂筆下妖怪的影像化（日語）